# ERT1
EPT1 (греч. Ελληνική Ραδιοφωνία Τηλεόραση 1) — греческий государственный информационно-развлекательный канал. Входит в EPT.

## История

### ЕіР (1966—1970)
Начал вещание как ЕіР 23 февраля 1966 года. На начальном этапе качество сигнала было очень неудовлетворительным во многих городах Греции, особенно отдаленных от Афин.

### ЕіРТ (1970—1975)
В 1967 году после прихода к власти военной хунты «черных полковников» была создана параллельная ЕіРТ государственная проправительственная телерадиокомпания — Служба вещания Вооружённых сил (Υπηρεσία Ενημερώσεως Ενόπλων Δυνάμεων, YENED), запустившую свой телеканал, развитие ЕіРТ (так с 1970 году стал называться ЕіР) притормозилось.

### ЕРТ (1975—1988)
Возвращение демократического правительства в 1974 года дало новый толчок развитию ЕіРТ, переименованному в Греческое радио и телевидение (Ελληνική Ραδιοφωνία Τηλεόραση, ЕРТ). В этот период выпускаются первые телевизионные ленты собственного производства, трансляции спортивных мероприятий и появляется цветное телевидение. ЕРТ стал популярным каналом в стране.

### ЕТ 1 (1988—2013)
В 1988 году ЕРТ 2 (государственная телерадиокомпания созданная в 1982 году для вещания на частотах бывшего YENED) присоединилась к ЕРТ, канал ЕРТ стал ЕТ 1, канал ЕРТ 2 — ЕТ 2. ET1, долгое время оставался лидером телерадиовещания до появления частных каналов, как Mega Channel и ANT1. В 1997 году после реорганизации ЕТ 2 в NЕТ, ЕТ 1 стал развлекательным телеканалов.

### NET (2013)
11 июня 2013 23:40 Совет Министров Греческой Республики принял решение о расформировании ERT, ЕТ1 был присоединён к телеканалу NET, вещание которого через спутниковое телевидение, IPTV и через цифровое телевидение в большинстве регионов было прекращено. 10 июля на частоте ЕТ1 NERIT запустила телеканал ΔТ, 14 мая 2014 года переименованный в NЕРіТ 1. 7 ноября NET прекратил вещание вещание через интернет и цифровое телевидение во всех регионах.

### ЕРТ 1 (с 2015)
11 июня 2015 года 06:00 возобновил вещание под названием ЕРТ 1 в качестве информационно-развлекательного телеканала.